# Xeropsamobeus ambiguus
Xeropsamobeus ambiguus är en skalbaggsart som beskrevs av Henry Clinton Fall och Cockerell 1907. Xeropsamobeus ambiguus ingår i släktet Xeropsamobeus och familjen Aphodiidae. Inga underarter finns listade i Catalogue of Life.